# Diego de Guevara y Quesada
Diego de Guevara y Quesada (... – Bruxelles, 15 dicembre 1520) è stato un funzionario, ambasciatore e collezionista d'arte spagnolo.

## Biografia
Diego era un figlio cadetto di Ladrón de Guevara, signore di Escalante e Treceño. Tra i fratelli di Diego troviamo Pedro de Guevara, Gentilhombre de boca di Filippo I e ciambellano di Carlo V. Dal lato paterno era inoltre imparentato con il letterato Antonio de Guevara. Si ignorano il luogo e la data di nascita esatti di Diego, ma è possibile supporre che il suo anno di nascita si collochi intorno alla metà del XV secolo. Dopo la morte di Diego infatti Íñigo Fernández de Velasco, II duca di Frías, Connestabile di Castiglia, scrivendo a Carlo V, si espresse in termini elogiativi sugli oltre quarant'anni di servizio di Diego per i Duchi di Borgogna. Diego potrebbe essere giunto alla corte borgognona in giovane età, e fonti del XVI secolo affermano che ivi trascorse la sua intera giovinezza. Il fratello maggiore di Diego, chiamato come il padre Ladrón de Guevara, era stato presso la corte di Borgogna intorno al 1461 secondo quanto riportato nei resoconti della storia di famiglia compilati nel XVI secolo. Sembra che Diego sia stato uno scudiero o paggio del duca Carlo il Temerario e che fosse presente alla battaglia di Nancy del 1477. Viene in seguito menzionato come membro del seguito della figlia di Carlo, Maria di Borgogna, sino alla morte di quest'ultima nel 1482. Continuò a prestare servizio anche presso il figlio ed erede di Maria, Filippo il Bello. 
Diego divenne ciambellano di corte del 1501. Venne inoltre nominato mayordomo della moglie di Filippo, Giovanna di Castiglia, in occasione del viaggio in Spagna compiuto dalla coppia nel 1506. Servì come ambasciatore in Inghilterra e presso la corte di Ferdinando II d'Aragona. Dopo la morte di Filippo Diego divenne consigliere e ciambellano del figlio di questi, Carlo V. Quale persona di fiducia di Carlo e con il beneplacito di Guglielmo di Croÿ, Diego ricevette l'incarico di Mayordomo mayor nel 1516. Diego ottenne anche la carica di Contador Mayor de Cuentas per la città di Bruxelles, con mansioni in ambito amministrativo e fiscale. Carlo conferì inoltre a Diego il titolo di cavaliere dell'Ordine di Calatrava nel 1517. Nello stesso anno venne nominato, congiuntamente a Charles de Poupet, responsabile degli affari della corte dell'Infante Ferdinando. 
Diego de Guevara morì a Bruxelles il 15 dicembre del 1520. Diego ebbe da una relazione con la belga Françoise Esmez, un figlio naturale, lo scrittore e collezionista Felipe de Guevara (c. 1500-1563).

## Mecenate e collezionista
Diego de Guevara era un importante collezionista e mecenate di Hieronymus Bosch. Nel 1570-4 e nel 1596 Filippo II acquistò diverse tele appartenenti a eredi e discendenti di Diego e Felipe: tra queste troviamo Estrazione della pietra della follia e il Trittico del Carro di fieno, entrambi attualmente al Museo del Prado di Madrid.
Diversi documenti menzionano opere d'arte possedute da Diego de Guevara. Nella collezione di Diego troviamo il Ritratto dei coniugi Arnolfini di Jan van Eyck, realizzato nel 1434. Il dipinto venne regalato da Diego a Margherita d'Asburgo intorno al 1516. 
Un ritratto maschile realizzato da Michael Sittow (probabilmente intorno al 1517) e attualmente conservato presso la National Gallery of Art di Washington è stato identificato come possibile ritratto di Diego de Guevara sulla base di una descrizione contenuta nel trattato Comenturas de la Pintura, compilato da Felipe de Guevara, figlio naturale di Diego, letterato e umanista, che scrisse l'opera intorno al 1560. Diego de Gevara viene inoltre identificato quale soggetto di un ritratto del 1548 presente nell'inventario della vedova di Enrico III di Nassau-Breda, la spagnola Mencía de Mendoza y Fonseca. Il dipinto in questione costituisce la metà di un dittico Madonna col Bambino, conservato presso la Gemäldegalerie di Berlino. Un altro ritratto di Diego, realizzato da Rogier van der Weyden e attualmente non reperibile, era infine nella collezione di Felipe de Guevara.